# دهه ۱۳۰ (پیش از میلاد)
دهه ۱۳۰ (پیش از میلاد) سیزدهمین دهه قبل از مبدا شروع تقویم میلادی است.